# Pierre-Jules Boulanger

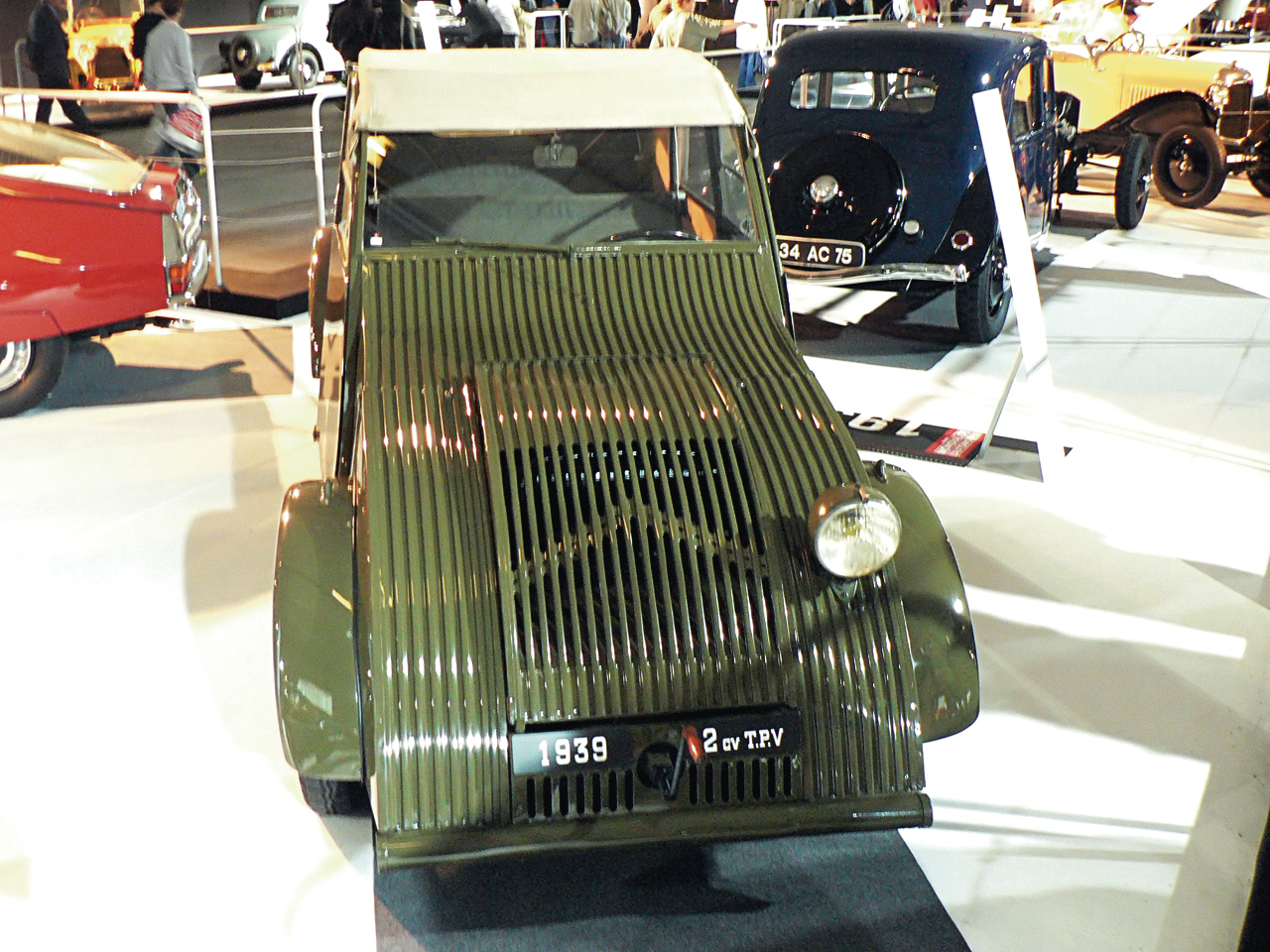
Het geesteskind van Boulanger: de 2 CV TPV (1939).

Pierre-Jules Boulanger (Sin-le-Noble, 10 maart 1885 – Broût-Vernet, 11 november 1950) was een Frans ingenieur en voorzitter van de raad van bestuur van Citroën na de dood van André Citroën. Door zijn medewerkers werd hij PJB genoemd. Hij geldt als de geestelijke vader van de 2CV, de zogenaamde "Lelijke Eend".
Boulanger studeerde schone kunsten, maar moest zijn studie staken om te gaan werken. Tijdens zijn militaire dienstplicht ontmoette hij Marcel Michelin (neef van Édouard Michelin). De ontmoeting zou zijn leven grotendeels bepalen. Boulanger emigreerde in 1908 naar de Verenigde Staten en werkte daar bij een elektriciteitsbedrijf, en later bij een architectenbureau. In 1911 richtte hij in Canada een bouwbedrijf op.
Tijdens de Eerste Wereldoorlog was hij luchtfotograaf. Hij werd onderscheiden met het Croix de guerre 1914-1918 en opgenomen in het Franse Legioen van Eer. Boulanger had Marcel Michelin tijdens de oorlog opnieuw ontmoet en trad in 1919 in dienst bij Michelin waar hij in 1922 lid werd van de directie. In 1934 stapte hij over naar Citroën nadat het bedrijf door Michelin was overgenomen. Hij saneerde het noodlijdende Citroën door ontslagen en loonsverlagingen; schrapte de Citroën 22 V8, en was de drijvende kracht achter het project voor een TPV (Très Petite Voiture; in het Nederlands 'zeer kleine auto') dat zou leiden tot de door André Lefèbvre ontworpen 2CV. In 1937 werd Boulanger voorzitter van de raad van bestuur van Citroën.
Boulanger kwam op 65-jarige leeftijd achter het stuur van een testmodel van een Traction Avant om het leven, bij een ongeluk op de nationale weg nr 7 tussen Parijs en Clermont-Ferrand.
- Gemeinsame Normdatei: 128371269
- Base Léonore: LH//316/18
- Virtual International Authority File: 65057442
- WorldCat: E39PBJvRVyh4cP7r4P7hJ3KWXd